# 基本盤
在民主政治學當中，基本盤（英語：base）一詞特指一群選民，其取向幾乎都只是支持和投票給一個政黨或一個黨派的候選人。選舉當中，不管有其他政黨候選人來進行挑戰，在競選當中而發表更為特殊的政見，基本盤選民仍然不會動搖，仍不會去支持投票給前來挑戰或競爭的其他政黨候選人。基本盤選民只投票給自己長期支持的政黨或這個政黨的候選人。
若把選票市場比喻成商業市場間的競爭，某個政黨就像一家公司，擁有自己的鐵桿顧客（基本盤）。在選舉當中，必然會有其他的挑戰者或競爭對手（其他政派候選人）前來搶你的顧客，吃掉你的市場，從而達到選舉勝利的目的。為避免其他競爭對手來搶你的市場，某個政黨必須要先防守穩固你的「基本盤」，使之不會動搖。這些基本盤選民對於這個政黨有較高的忠誠度，較不會去支持其他前來競爭的對手。在穩固「基本盤」之後，才有能力去進攻其他市場，擴大市場佔有率，增加更多客戶（選票/支持者），從而打贏選戰。